# Église Saint-Sauveur de Caen
Pour les articles homonymes, voir Église Saint-Sauveur et Saint-Sauveur.
L'église Saint-Sauveur est un lieu de culte catholique dans le centre-ville ancien de Caen. Avant 1802, cette église s'appelait Notre-Dame-de-Froide-Rue. Depuis 1802, elle est dédiée au saint Sauveur (Jésus-Christ). Ce monument fait l’objet d’un classement au titre des monuments historiques depuis 1889.

## Histoire

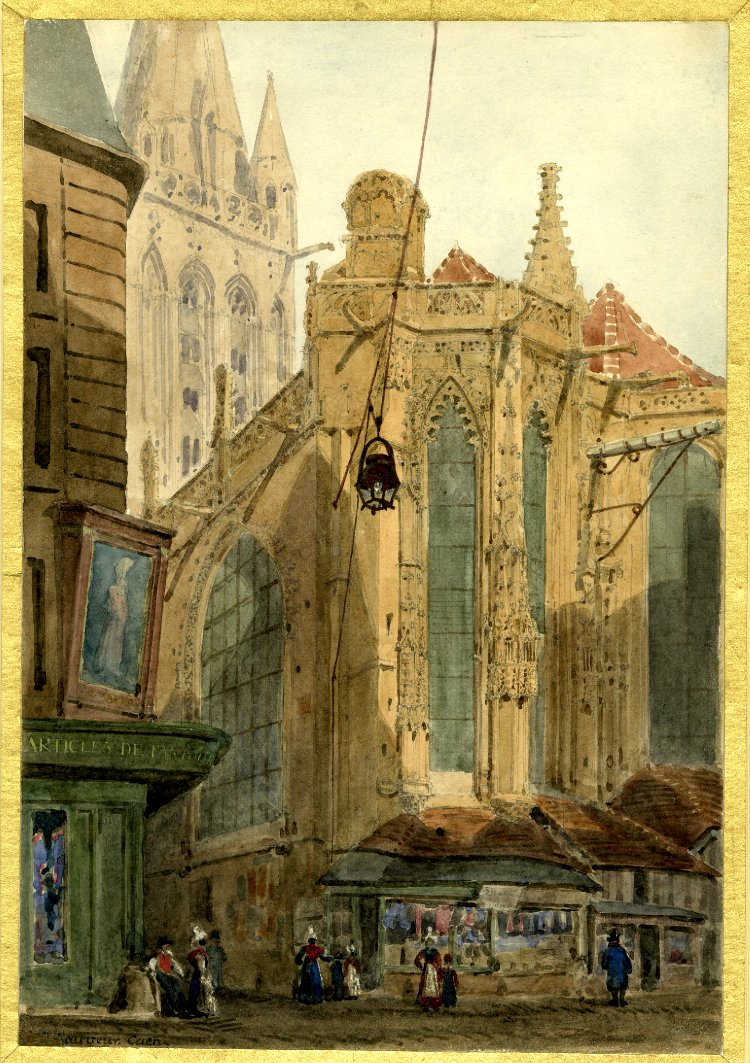
L'abside peinte par Ambrose Poynter vers 1830

Les circonstances de la fondation de l'église sont mal connues.
Selon la tradition populaire, l'église Notre-Dame de Froide-Rue aurait été fondée au VIIe siècle par saint Regnobert ; tous les ans, on célébrait la fête de l'ancien évêque de Bayeux comme étant le fondateur de la paroisse. Cette tradition n’est toutefois attestée qu’à partir du XVIe siècle.
Vers 660, lors de son passage dans la ville, saint Ouen aurait déposé à Notre-Dame les reliques de saint Marcouf ; des inscriptions gravées dans une chapelle rappelleraient cet évènement. Une autre tradition apparue au XVIIIe siècle relate le passage de saint Marcouf lui-même dans l'église.
De l'édifice roman primitif éventuel, il ne reste aucune trace. 
La première mention certaine de l’église n’est pas antérieure à 1152-1153, date à laquelle elle est citée dans une bulle du pape Eugène III confirmant les biens de la cathédrale de Bayeux. De l'édifice roman mentionné au XIIe siècle, il ne reste pas plus de trace. L'église dans sa configuration actuelle a été composée en trois étapes. Le clocher et la nef la plus à l'est, dédiée à Saint-Eustache, ont été érigés au XIVe siècle. Au XVe siècle, l'édifice a été transformé en église-halle par l'adjonction d'une deuxième nef prolongée par une abside à trois pans ouverts par des baies en arc brisé ; un grand arcs en ogive a alors été percé et la base de la tour a été remaniée pour l'intégrer à l'intérieur de l'édifice. Le portail ouvrant sur la rue Froide et la porte en bois ciselé qui le clôt datent également de cette époque. Probablement ébranlée par la construction de la grande arche séparant les nefs, l'abside de la nef Saint-Eustache est reconstruite au XVIe siècle ; les soubassements et les ouvertures en plein cintre témoignent de cette rénovation dans un style Renaissance, terminée en 1546. Aujourd'hui, la superficie au sol de l'église est de 875 m2 (presbytère compris).
En 1153, l'église est érigée en prébende de la cathédrale de Bayeux par l'évêque Philippe d'Harcourt ; le chanoine de Notre-Dame bénéficie ainsi du patronage, de la collation et du déport de cette église. En août 1323, Philippe VI autorise les paroissiens à se doter d'un lieu de sépulture propre, les corps des paroissiens étant jusqu'alors inhumés dans les cimetières des autres paroisses. Des maisons à proximité de l'église sont achetées et on aménage à leur place un cimetière qui est agrandi en 1393. Jusqu'à la Révolution, l'eau bénite est consacrée une fois par an dans les fonts baptismaux pendant la fête de l'Épiphanie ; cet usage, courant dans plusieurs églises orientales, avait pourtant été banni du culte catholique lors du concile de Rouen de 1072.
Le 30 décembre 1775, un séisme frappe la ville de Caen. Des pierres tombent de l'église Notre-Dame et blessent deux personnes.
Le 1er mars 1780, le parlement de Rouen confirme un arrêt du bailliage de Caen ordonnant le transfert des cimetières urbains en dehors de la ville. En 1784-1785, le cimetière de la paroisse Notre-Dame est donc transféré vers le cimetière des Quatre-Nations.
La paroisse faisait partie du doyenné de Caen. L'ordonnance royale du 12 juillet 1791 visant à réorganiser les paroisses caennaises ferme l'église Saint-Sauveur-du-marché et transfère son titre à Notre-Dame de Froide-Rue qui prend alors le nom de Saint-Sauveur. Le culte, supprimé pendant un temps, est rétabli en 1802.
Après des opérations de contrôle des façades de l'édifice, est mis en place un périmètre de sécurité place Bouchard, rue Saint-Pierre et rue Froide sur deux mètres (hors sacristie) à partir du 24 avril 2024 et l'église est fermée au public.

## Architecture
La totalité de l'édifice est classée monument historique depuis 1889. L'église était autrefois entourée de maison sur deux côtés. Seules les façades sur la rue Froide et la rue Saint-Pierre étaient visibles. Pendant les bombardements de la bataille de Caen en 1944, les maisons cachant la nef Saint-Eustache sont détruites ; lors de la Reconstruction de Caen, on décide de laisser intacte la perspective sur l'édifice en créant la place Pierre-Bouchard.
Les deux nefs parallèles, bordées de chapelles, avec les voûtes en bois, qui rappellent les travaux des charpentiers de marine de Guillaume le Conquérant. Jusqu’en 1944, il n’y avait qu’une seule entrée, rue Froide, seule façade apparente avec celle de la rue Saint-Pierre.

Insertion urbaine de l'église
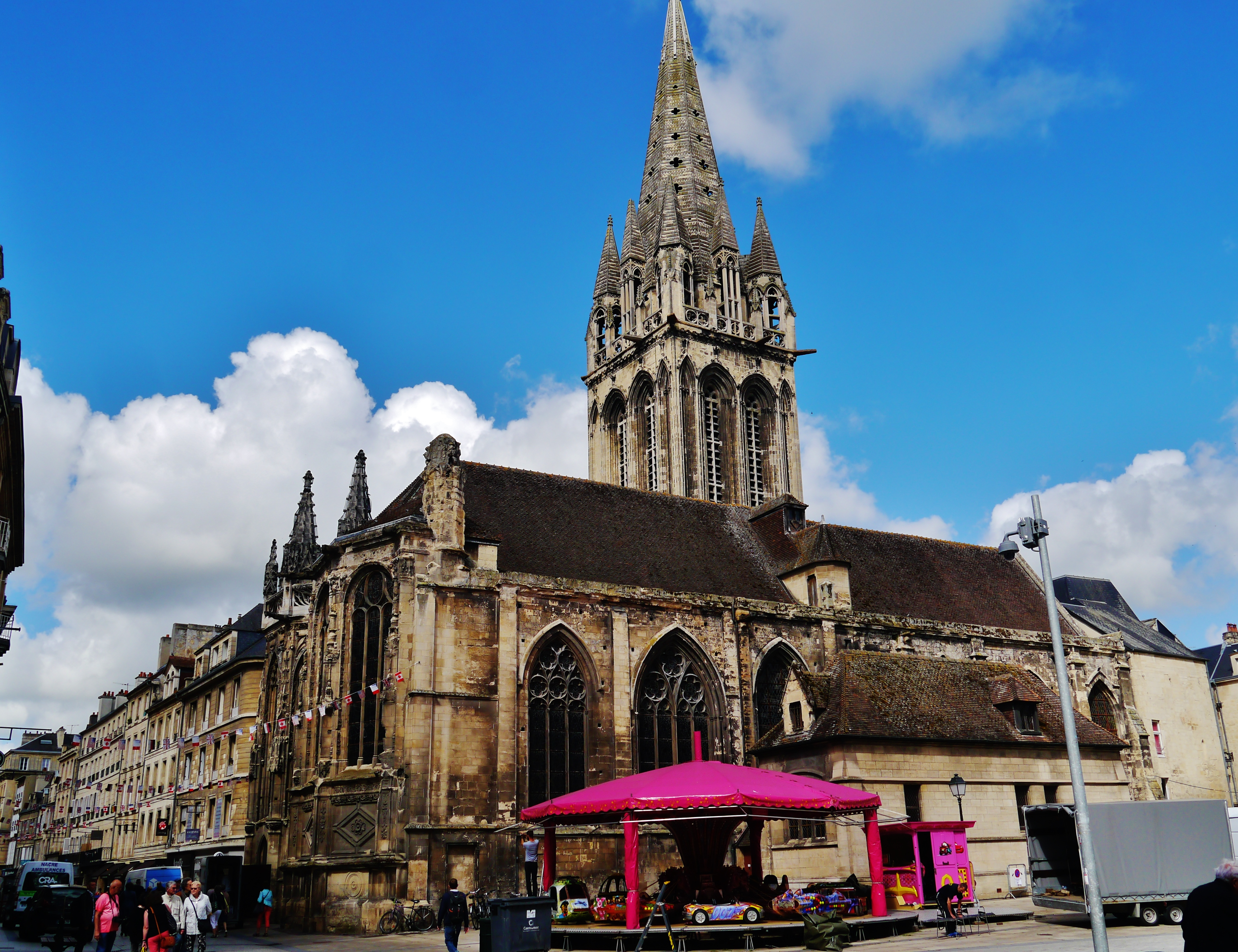
En 2020
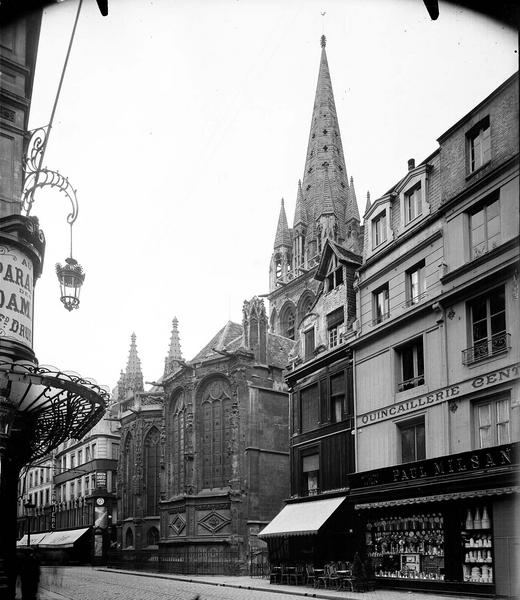
Au début du XXe siècle

### La nef orientale de Saint-Eustache
C’est la plus ancienne, du XIVe siècle, avec la tour-clocher disposée sur le milieu de son côté.
Dans la troisième chapelle, on aperçoit difficilement les restes d’une fresque du XVIe siècle, très abîmée, qui représente saint Ambroise et saint Augustin.
Après la sacristie, chapelle consacrée à la Sainte Vierge ; dans la sixième travée, restes d’un petit monument funéraire avec une tête de mort en fronton.
L’abside dite de Saint-Eustache, dans son contraste de la Renaissance (1546), qu’on a cru pouvoir attribuer à Hector Sohier. Les trois hautes fenêtres à plein cintre sont ornées de vitraux représentant la vie de la Vierge. Elles sont entourées par les statues de quatre anges, difficiles à percevoir même à la lumière du jour.

### La nef occidentale (rue Froide)
Avec le maître-autel qui reçoit le tabernacle, placé en 1875, elle a été ajoutée à la première nef au XVe siècle. Pour cela, le mur intermédiaire, de l’abside au clocher, fut remplacé par un grand arc de 16 mètres de portée, ‘remarquable par sa hardiesse; qui a dû avoir pour conséquence l’ébranlement de l’abside orientale du XVe siècle et son remplacement par celle du XVIe siècle.
Sous les trois hautes fenêtres gothiques, se trouvent trois petites fenêtres finement ciselées. Les vitraux se rapportent à la vie du Christ.
De chaque côté des vitraux, les statues des quatre évangélistes. Le grand crucifix, autrefois  polychrome, viendrait du couvent des Carmes.
Dans le même esprit d’agrandissement de l’église, le clocher a été évidé de ses trois parties basses intérieures soutenues par des arcs.
Sous le clocher, un groupe sculpté représente l’éducation de la Vierge par sainte Anne.
Il ne reste que trois tableaux dans l’église : une Pentecôte devant la sacristie, une Transfiguration sous le clocher, et une Fuite en Égypte au-dessus-des-fonts-baptismaux.
Les trois cloches refondues, muettes, sont déposées à l'intérieur de l'église en attente d’être mises en place à l’église Saint-Jean.
À l'extérieur, du côté de la rue Froide, un escalier intrigue les archéologues. Sa destination reste encore un mystère. Selon Henri Prentout, il ne donne accès ni à une tribune dédiée à de riches paroissiaux, ni à un oratoire privé pour les prêtres, ni à une chaire extérieure. Selon lui, il s'agit d'une monstrance qui servait à montrer des reliques surnommées « le Verdun », du nom de leur donateur. Mais cet usage n'a jamais été véritablement prouvé. Le porche d’entrée avec son portail date du XVe siècle. La tour du 1XIVe siècle est terminée par une pyramide percée de trèfles et de rosaces. 
Les vitraux sont réalisés par Max Ingrand.[réf. nécessaire]

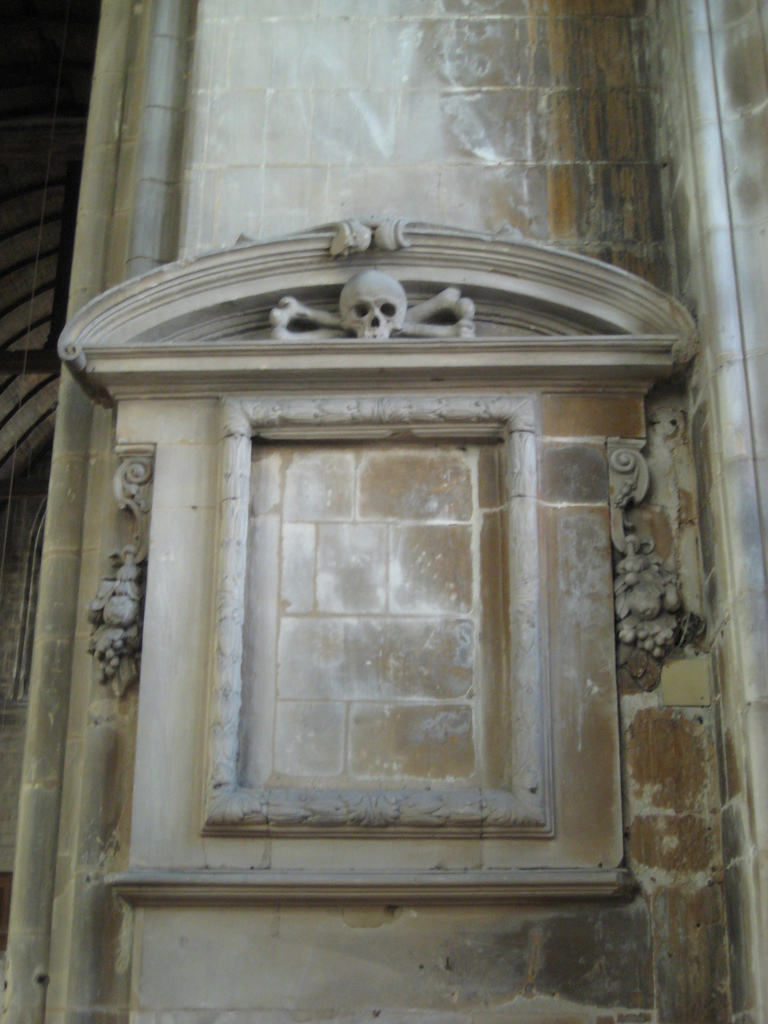
Chapelle funéraire
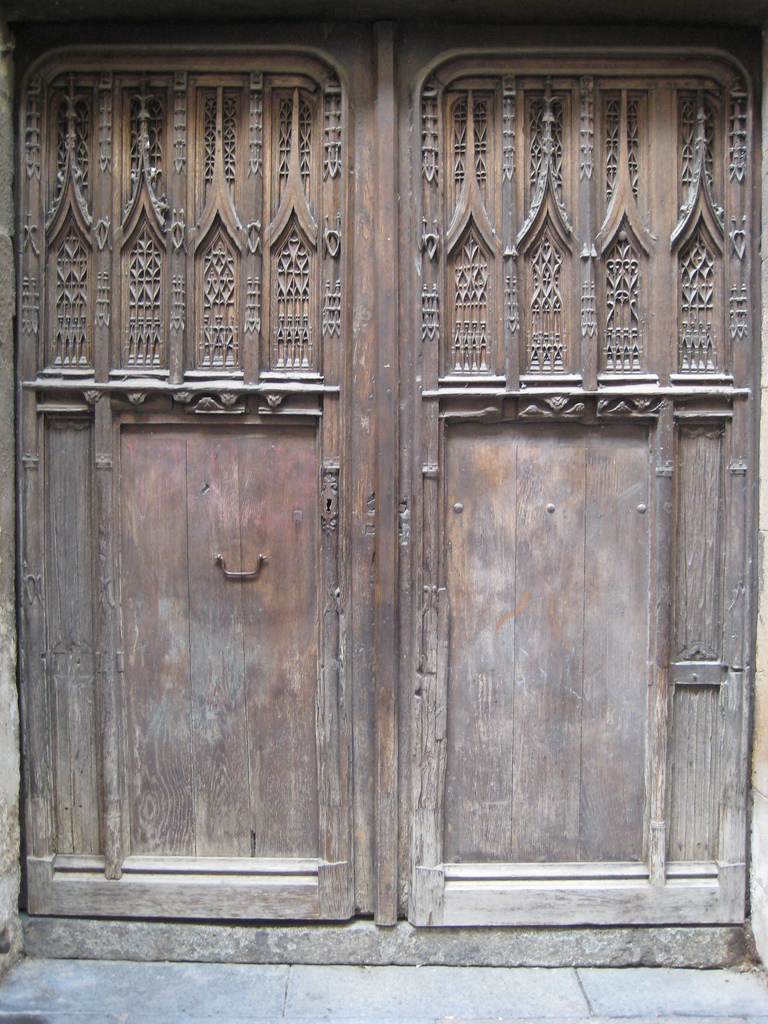
Porte du XVe siècle, rue Froide
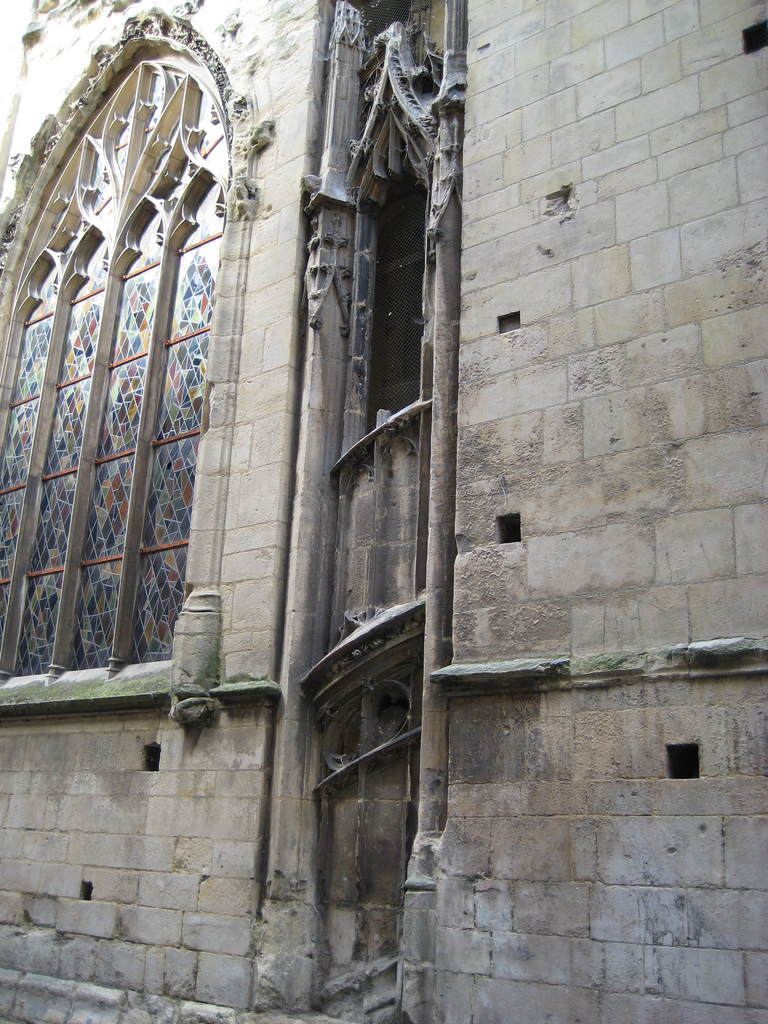
L'escalier de la rue Froide
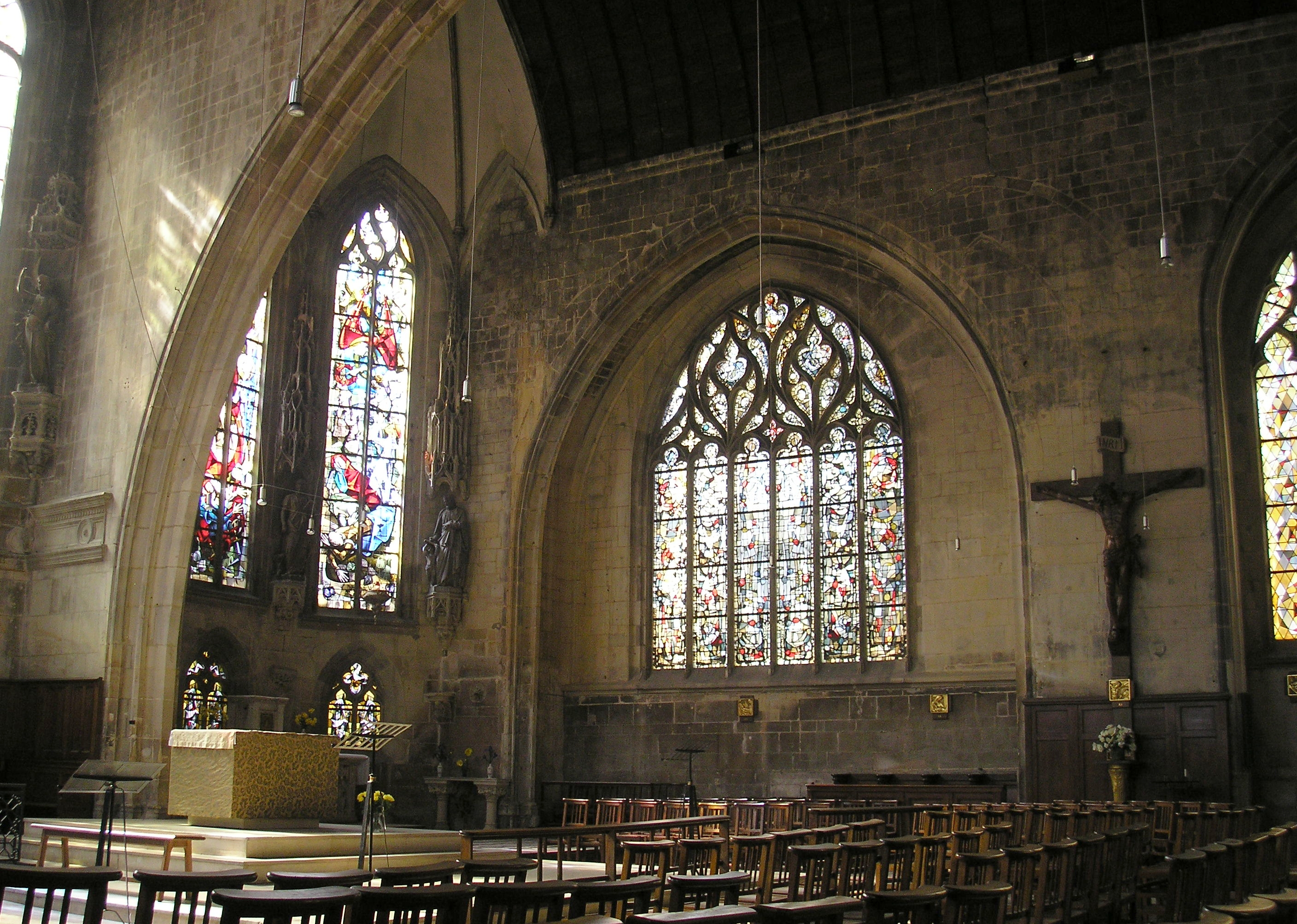
Le chœur